# Ольковичский сельсовет

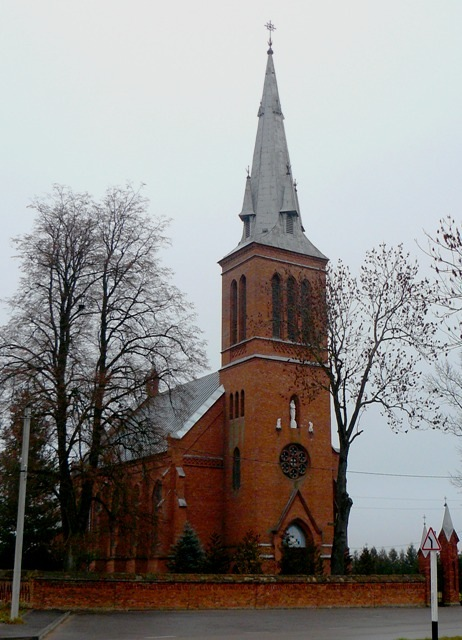
Костёл в деревне Ольковичи

Ольковичский сельсовет — упразднённая административная единица на территории Вилейского района Минской области Республики Беларусь.

## Географическое положение
Граничил с Ильянским, Костеневичским, Стешицким, Хотенчицким сельсоветами Вилейского района и Логойским районом.

## История
28 июня 2013 года Ольковичский сельсовет упразднён.

## Состав
Ольковичский сельсовет включал 22 населённых пункта:
- Адамовщина — деревня.
- Заболотье — деревня.
- Затемень — деревня.
- Коренево — деревня.
- Крайские Пасеки — деревня.
- Криничино — хутор.
- Матьковские Пасеки — деревня.
- Матьковцы — деревня.
- Морозы — деревня.
- Овсяники — деревня.
- Октябрьская — деревня.
- Ольковичи — деревня.
- Победитель — деревня.
- Ракшицы — деревня.
- Рущицы — деревня.
- Сачивки — деревня.
- Скорода — деревня.
- Стайки — деревня.
- Старинки — деревня.
- Харки — деревня.
- Ходосы — деревня.
- Юнцевичи — деревня.

## Производственная сфера
- Лесничество ГОЛХУ «Вилейский опытный лесхоз»
- Коммунальное сельскохозяйственное унитарное предприятие «Стайки»
- Филиал «Юник-Агро» ОАО «Гормолзавод № 2»

## Социально-культурная сфера
- Здравоохранение: амбулатория, фельдшерско-акушерский пункт
- Образование: учебно-педагогический комплекс детский сад-общеобразовательная средняя школа
- Культура: сельский Дом культуры, 2 сельских клуба, 3 сельские библиотеки, клуб-библиотека.